# Gustav Zacharoff
Gustav Vilhelm Zacharoff, född 10 februari 1912 i Jonsered, Partille församling, död 16 december 1975 i Jonsered, var en svensk fotbollsspelare (vänsterback), bror till Gunnar Zacharoff och kusin till Tage Zacharoff.
Zacharoff spelade säsongerna 1935/1936 och 1937/1938 totalt fem allsvenska matcher för Gais. Han representerade även Jonsereds IF.
Gustav Zacharoff är begravd på Partille södra griftegård.